# Brodiaea jolonensis
Brodiaea jolonensis là một loài thực vật có hoa trong họ Măng tây. Loài này được Eastw. mô tả khoa học đầu tiên năm 1938.